# Hämi Hämmerli
Urs «Hämi» Hämmerli (* 12. Dezember 1953 in Langenthal) ist ein Schweizer Jazzbassist.

## Leben und Wirken
Hämmerli besuchte zunächst das Lehrerseminar in Kreuzlingen und absolvierte eine kaufmännische Lehre. Von 1970 bis 1977 studierte er an der Swiss Jazz School in Bern. Dann war er als freiberuflicher Musiker tätig. Er war Mitglied des Quintetts von Joe Malinga und gehörte zum Ensemble des Circus Federlos und Urs Blöchlingers Jerry Dental Kollekdoof. Er arbeitete mit Franco Ambrosetti, Jean-Luc Barbier, Bennie Wallace, Albert Mangelsdorff, Art Lande, Pierre Favre, Robert Morgenthaler, Peter Schärli, Co Streiff und Marco Käppeli. Seine Konzerttätigkeit führte ihn durch ganz Europa, nach Peru und Bolivien; er spielte auf vielen wichtigen europäischen Jazzfestivals. Mit Charlie Mariano, Michael Mossman, Tom Varner, Ed Neumeister, Lauren Newton, den JCT All Stars und Daniel Schnyder hat er Alben aufgenommen. 2009 arbeitete er in mehreren Bands mit Christoph Baumann, Roberto Bossard und mit Bruno Spoerri. 2021 gehörte er zu den Trios von Christoph Grab und Alessandro d’Episcopo.
Ab 1988 unterrichtete Hämmerli Kontrabass und Ensemblespiel an der Jazzschule St. Gallen. 1995 wurde er als künstlerischer Leiter an die Jazzschule Luzern (jetzt Teil der Hochschule Luzern) berufen. An der Hochschule Luzern leitete er bis Februar 2019 das Institut für Jazz und Volksmusik.

## Diskographische Hinweise
- Joe Malinga Quintet: One for Dudu
- Baumann-Hämmerli Sextett: Warnung! Dies Ist Eine Jazzplatte!
- Baumann-Hämmerli Sextett: Structures & Spaces